# Louise Hermina Carry May Koekkoek
Louise Hermina Carry May Koekkoek (* 5. Mai 1898 in Amsterdam, Königreich der Niederlande; † 21. Januar 1989 in Katwijk) war eine niederländische Bildhauerin und Malerin.

## Leben
Louise Hermina Carry May Koekkoek stammte aus der niederländischen Malerfamilie Koekkoek. Die Künstlerin war die Tochter des Malers Hermanus Willem Koekkoek und der Louise Johannah de Layen, sowie Enkelin des Malers Willem Koekkoek, Urenkelin des Malers Hermanus Koekkoek der Ältere und Ururenkelin des Malers Johannes Hermanus Koekkoek.
Koekkoek war von 1913 erst in Amsterdam künstlerisch tätig, dann von 1934 bis 1969 in Leiden. Unter ihren Arbeiten befindet sich unter anderem eine Porträtbüste ihres Vaters, die heute im B.C. Koekkoek-Haus in Kleve ausgestellt ist.
Louise Hermina Carry May Koekkoek signierte ihre Arbeiten mit L.H. Koekkoek. Sie wurde auf dem Friedhof Rhijnhof in Leiden beigesetzt.

## Ausstellungen
- Beteiligung an Regeeringsjubileum 1898-1923: tentoonstelling van Nederlandsche beeldende kunstenaars. Stedelijk Museum, Amsterdam 1923[4]